# Joseph Arame
Joseph Arame (né le 29 août 1948 au Moule, en Guadeloupe) est un athlète français spécialiste du 200 mètres.

## Carrière
Vainqueur de son premier titre national sur 100 m et 200 m en 1974, Joseph Arame est sélectionné en équipe de France pour participer aux Championnats d'Europe de Rome. Il termine au pied du podium du 200 m en 20 s 87 avant de remporter en fin de compétition le titre continental du relais 4 × 100 mètres aux côtés de Lucien Sainte-Rose, Bruno Cherrier et Dominique Chauvelot. L'équipe de France établit le temps de 38 s 69 et devance finalement l'Italie et la RDA.
Lors des demi-finales de la Coupe d'Europe des Nations disputée à Londres, les 17 et 18 juillet 1977, il remporte le 200 m en 21 s 29 devant le suisse Muster et le britannique Wells et est le second équipier du relais français du 4x100 m terminant deuxième de l'épreuve derrière l'Union soviétique et devant la Belgique [1].
Joseph Arame remporte trois nouveaux titres de champion de France de 1975 à 1977. Sélectionné pour les Jeux olympiques de 1976, le Guadeloupéen atteint les demi-finales du 200 m et se classe septième de la finale du 4 × 100 m avec ses coéquipiers de l'équipe de France. Il remporte un cinquième titre national en 1980 et dispute à Moscou ses deuxièmes Jeux olympiques consécutifs. Il échoue aux portes de la finale avec le temps de 21 s 05.

## Palmarès
| Date | Compétition           | Lieu     | Place | Épreuve   |
| ---- | --------------------- | -------- | ----- | --------- |
| 1974 | Championnats d'Europe | Rome     | 4e    | 200 m     |
| 1974 | Championnats d'Europe | Rome     | 1er   | 4 × 100 m |
| 1976 | Jeux olympiques       | Montréal | 7e    | 4 × 100 m |

- Champion de France du 200 m en 1974, 1975, 1976, 1977 et 1980.

## Records personnels
- 100 m : 10 s 48 (1978)
- 200 m : 20 s 68 (1976)